# Божедаровка (Омская область)
Божеда́ровка — деревня в Павлоградском районе Омской области. Входит в состав Логиновского сельского поселения.

## История
Основана в 1905 году. В 1928 году село Божедаровка состояло из 155 хозяйств, основное население — украинцы. Центр Божедаровского сельсовета Павлоградского района Омского округа Сибирского края.

## Население
| 1926 | 2010 |
| ---- | ---- |
| 831  | ↘311 |